# NHL Supplemental Draft 1989
L'NHL Supplemental Draft 1989 si è tenuto nel mese di giugno del 1989. Essa fu la quarta edizione del Supplemental Draft. Quattro fra i giocatori scelti militarono nella National Hockey League.

## Scopo
Il Supplemental Draft fu utilizzato dalle franchigie della NHL per selezionare i giocatori provenienti dalle università statunitensi e canadesi altrimenti non eleggibili per l'Entry Draft. A differenza dell'Entry Draft la maggioranza dei giocatori non militò mai nella squadra dalla quale furono selezionati, tuttavia dodici di essi superarono le 100 presenze in NHL. Il Supplemental Draft fu abbandonato dopo la firma del nuovo contratto collettivo fra i giocatori e i proprietari delle squadre nel 1995.

## Scelte
| #  | Giocatore           | Nazionalità | Squadra NHL           | Squadra di provenienza                 |
| -- | ------------------- | ----------- | --------------------- | -------------------------------------- |
| 1  | Dave DePinto (P)    | Stati Uniti | Quebec Nordiques      | UIC Flames (NCAA)                      |
| 2  | Rob Vanderydt (C)   | Canada      | New York Islanders    | Miami RedHawks (CCHA)                  |
| 3  | Dave Tomlinson (C)  | Canada      | Toronto Maple Leafs   | Boston U. Terriers (Hockey East)       |
| 4  | Peter Hankinson (A) | Stati Uniti | Winnipeg Jets         | Minnesota Gophers (WCHA)               |
| 5  | C.J. Young (AD)     | Stati Uniti | New Jersey Devils     | Harvard Crimson (ECAC)                 |
| 6  | Rick Berens (A)     | Stati Uniti | Quebec Nordiques      | Denver Pioneers (WCHA)                 |
| 7  | Brad Mattson (A)    | Stati Uniti | New York Islanders    | Saint Mary's Cardinals (MIAC)          |
| 8  | Mike Moes (C)       | Canada      | Toronto Maple Leafs   | Michigan Wolverines (CCHA)             |
| 9  | Jon Anderson (AS)   | Stati Uniti | Winnipeg Jets         | Minnesota Gophers (WCHA)               |
| 10 | Mark Romaine (P)    | Stati Uniti | New Jersey Devils     | Providence Friars (Hockey East)        |
| 11 | Alex Roberts (D)    | Stati Uniti | Chicago Blackhawks    | Michigan Wolverines (CCHA)             |
| 12 | Jamie Loewen (P)    | Canada      | Minnesota North Stars | Alaska Nanooks (CCHA)                  |
| 13 | Jeff Napierala (AD) | Stati Uniti | Vancouver Canucks     | Lake Superior S. Lakers (CCHA)         |
| 14 | Rob Tustian (D)     | Stati Uniti | St. Louis Blues       | Michigan Tech Huskies (WCHA)           |
| 15 | Chris Tancill (AD)  | Stati Uniti | Hartford Whalers      | Wisconsin Badgers (WCHA)               |
| 16 | Brad Kreick (D)     | Canada      | Detroit Red Wings     | Brown Bears (ECAC)                     |
| 17 | Jamie Baker (D)     | Stati Uniti | Philadelphia Flyers   | University of Windsor (OUAA)           |
| 18 | Anthony Palumbo (C) | Canada      | New York Rangers      | Lake Superior S. Lakers (CCHA)         |
| 19 | Ian Boyce (AS)      | Canada      | Buffalo Sabres        | Vermont Catamounts (Hockey East)       |
| 20 | Dave Aiken (A)      | Stati Uniti | Edmonton Oilers       | N. Hampshire Wildcats (Hockey East)    |
| 21 | John DePourcq (C)   | Canada      | Pittsburgh Penguins   | Ferris State Bulldogs (CCHA)           |
| 22 | Jeff Schulman (D)   | Stati Uniti | Boston Bruins         | Vermont Catamounts (Hockey East)       |
| 23 | Carl Repp (P)       | Canada      | Los Angeles Kings     | University of British Columbia (CWUAA) |
| 24 | Karl Clauss (D)     | Stati Uniti | Washington Capitals   | Colgate Raiders (ECAC)                 |
| 25 | Craig Charron (C)   | Stati Uniti | Montreal Canadiens    | UMass Minutemen (Hockey East)          |
| 26 | Shawn Heaphy (C)    | Canada      | Calgary Flames        | Michigan St. Spartans (CCHA)           |